# Halle aux grains d'Aix-en-Provence
La halle aux grains est un édifice situé à Aix-en-Provence, en France.

## Localisation
La halle aux grains est située dans le département français des Bouches-du-Rhône, à Aix-en-Provence, entre la place de l'Hôtel-de-Ville et la place Richelme.

## Historique

### La place du Marché
Au XVIIe siècle, la municipalité d'Aix-en-Provence va se lancer dans des opérations d'aménagements urbains pour remodeler les voies et les places à l'est de la mairie. Jusqu'au début du règne de Louis XV, l'ensemble formé par la place Richelme, la halle aux grains et la place de l'Hôtel-de-Ville était un îlot occupé par des maisons, délimité par la rue Droite ou Grand-Horloge à l'ouest, la rue Saint-Laurent au nord, la rue Donalari à l'est, la rue de la Corréjarié au sud. À l'intersection des deux dernières rues existait une place du Marché où se tenait un marché aux grains.
À la suite de plaintes d'acheteurs contre les négociants de la place du Marché, le Conseil de ville décide, le 24 juin 1709, « de prendre en arrentement les maisons de la place ou il y a entrepos de bleds et d'expulser de gré les personnes qui les habitent et en cas de reffus de leur part, de se pourvoir en justice pour demander qu'il soit informé contre eux sur leurs usures ou leurs malversations ». La menace a dû paraître assez forte pour que la ville obtienne les maisons lui permettant d'agrandir la place et de servir de grenier à blé.
La ville a continué à acheter des maisons :
- après des décisions prises le 12 et le 31 août 1717, le Conseil de ville achète les maisons du sieur Podio donnant sur la place du Marché et la rue Donalari,
- en 1718, le Conseil de ville achète tout un lot de maisons longeant la rue du Grand-Horloge, la rue Donalari et la place du Marché.

### La première halle aux grains
Toutes ses maisons sont démolies pour agrandir la place du Marché, côté est, et d'élever, au nord, au coin de la rue Donalari, un premier magasin à blé. Le marché du magasin à blé est passé le 27 avril 1718 à Melchior et Antoine Ferréol et Charles Laurens, maîtres maçons, Antoine Peysson, François Aubert et Jean-Claude Roman, maitres gipiers. Les travaux devaient être terminés pour la Sint-Michel. Le 21 décembre 1718, après cannage du bâtiment par l'architecte Laurent II Vallon, Jacques Ferréol et Joseph Barrême, tailleurs de pierre, recevaient 917 livres pour leur travail. Après un nouveau cannage par Laurent Vallon, les mêmes entrepreneurs étaient payés 204 livres pour la pierre de taille utilisée dans l'édifice. Ce magasin s'appuie, à l'ouest, contre les maisons situées entre la place du Marché et la rue du Grad-Horloge, , au nord, contre les maisons qui vont se trouver au bord de la place du Marché quand elle a été faite en 1741. Le marché aux grains construit en 1718 ne correspond qu'à une partie de la Halle aux grains actuelle, celle qui se trouve à l'angle de la place Richelme et de la rue Vauvenargues, ancienne rue Donalari.
Ce marché aux grains se trouvant trop petit, le Conseil de ville a décidé de l'agrandir, le 6 avril 1737, en achetant une maison. Le 26 avril 1738, le Conseil décide d'acheter une seconde maison permettant au marché au blé d'atteindre la rue du Grand-Horloge.

### Réalisation de la place de l'Hôtel de ville
Dans une délibération du 28 juin 1741, le Conseil de ville décide d'acheter deux maisons pour dégager la façade de l'Hôtel de ville. Le 9 août, le Conseil donne le pouvoir aux consuls pour acheter toutes la maisons pour permettre la création de la place de l'Hôtel de ville. Fin 1741, le Conseil décide de l'expropriation de 16 maisons pour 64 000 livres qui ont été payées sous forme de rente. Le 9 octobre 1742, le Conseil de ville a décidé de demander au sieur Vallon, architecte de la Province, de faire le devis pour rendre la place devant l'hôtel de ville carrée et régulière et de faire « un plan d'architecture auquel tous les particuliers qui batiront doresnavant seront obligés de se conformer ». En 1756, une fontaine est réalisée au centre de la place avec un piédestal sur lequel on a placé une colonne antique offerte par le Chapitre.

### Agrandissement de la halle aux grains

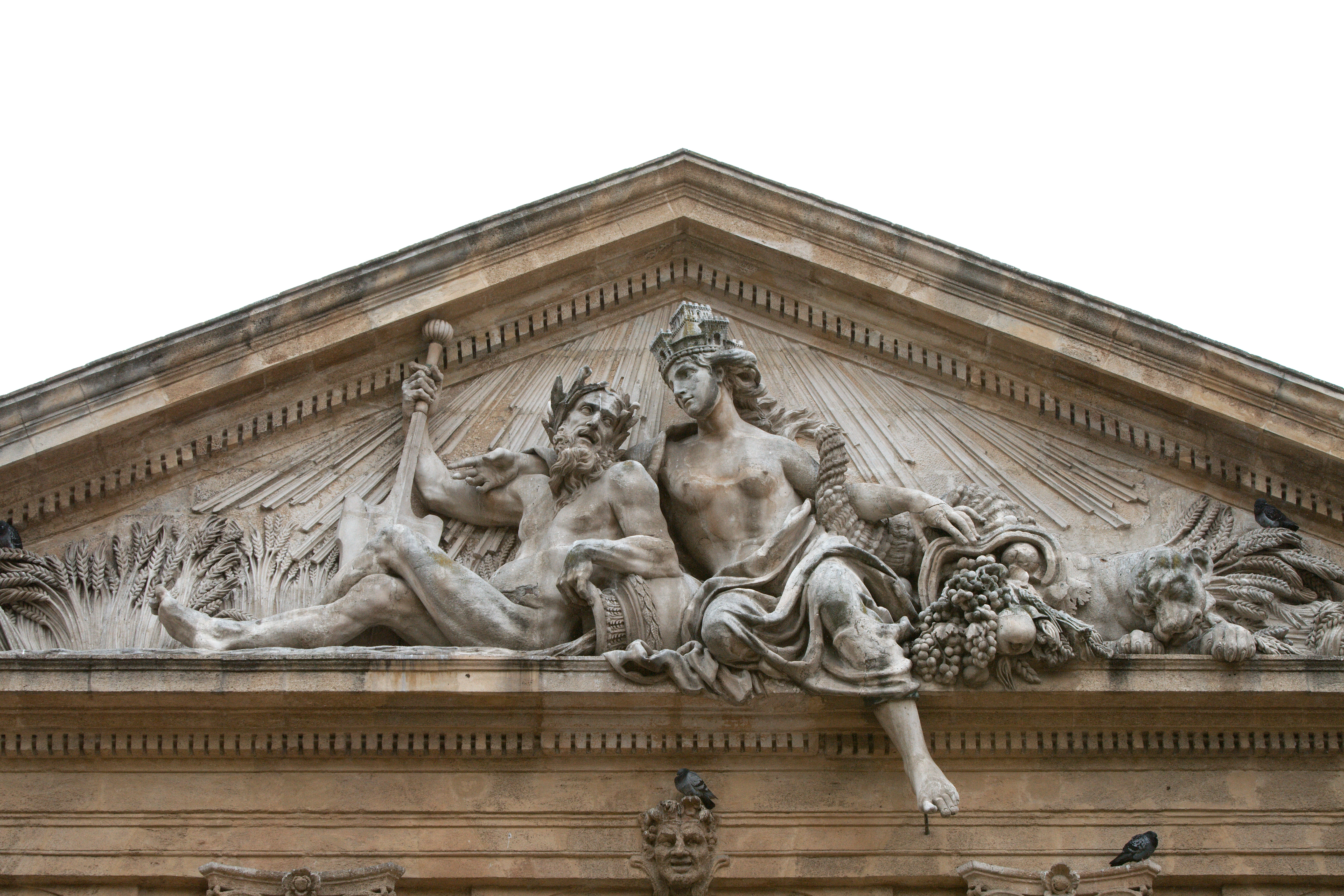
Fronton de la Halle aux grains
de Jean-Pancrace Chastel

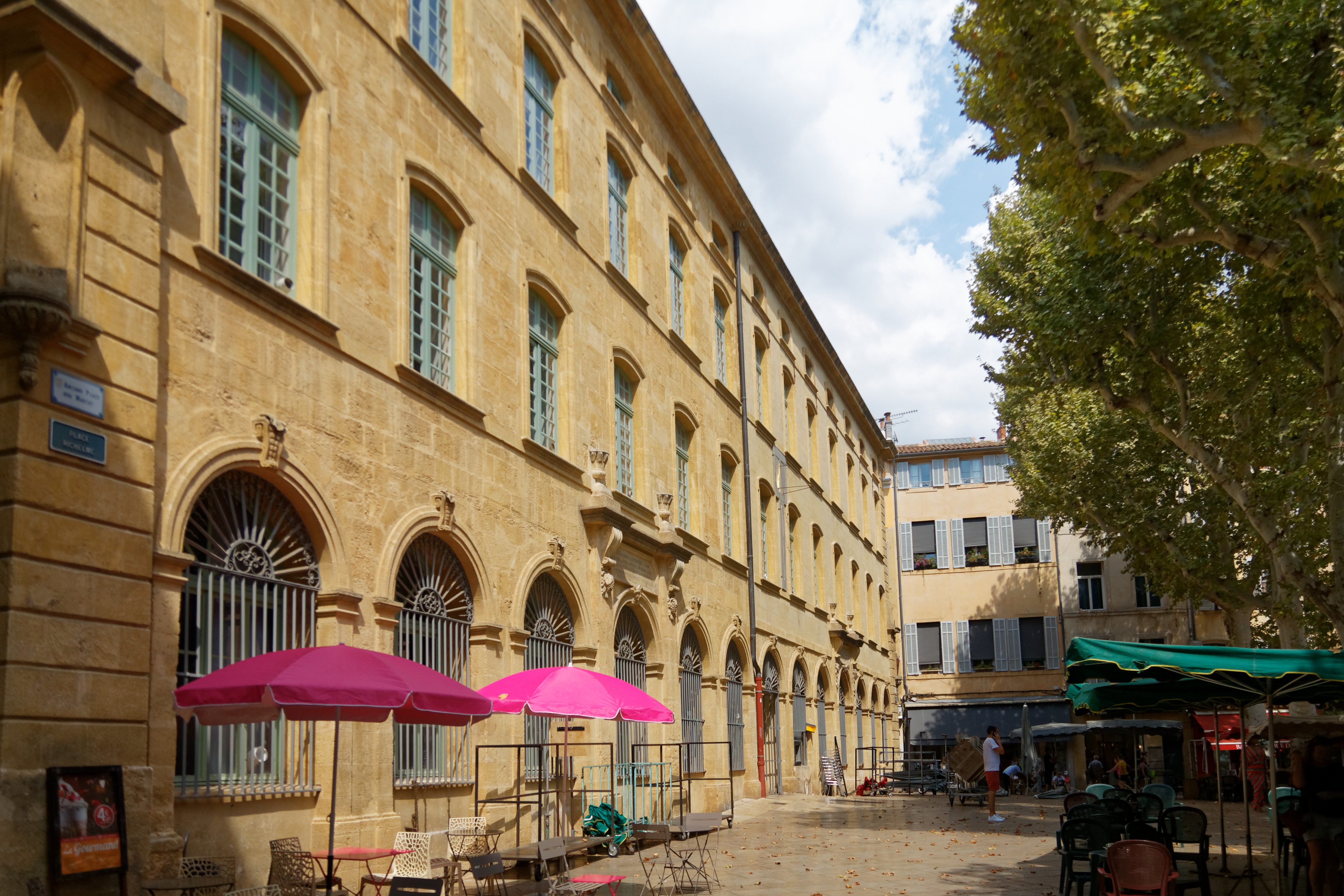
côté sud de la halle aux grains à la place Richelme

Quelques années plus tard, le Conseil a décidé de modifier l'ordonnancement des bâtiments sur le côté sud de la place en élevant un nouveau grenier à blé. Le 14 avril 1759, le Conseil demande un devis estimatif avec les plans du bâtiment à construire. Les plans sont faits par l'architecte Georges Vallon. L'architecte a fait un devis donnant une estimation de 46 000 livres. Une discussion a de nouveau lieu le 14 mai qui décide de confier aux consuls la décision de réaliser les travaux en fonction des circonstances. Le nouveau bâtiment devait conserver l'ancien grenier à blé. Le 30 juillet 1759, la construction est mise aux enchères. Les travaux sont travaux confiés à Louis Magnan et Antoine Ricard pour la pierre de taille et à Joseph Lat y pour la maçonnerie. Les travaux avancent assez lentement, probablement à cause de ressources limitées. Le 5 janvier 1762, Georges Vallon fait le cannage de ce qui a été réalisé alors que les travaux avaient été arrêtés en 1761. Le 17 avril 1762, le Conseil de ville a décidé de reprendre les travaux mais en demandant de resserrer autant que possible le montant des travaux. Les travaux sont repris lentement et le cannage définitif est fait par l'architecte Georges Vallon le 5 juillet 1766. Le solde de tous comptes est payé le 12 mars 1767. Le montant total des travaux s'est élevé à 54 696 livres 2 sols. Le 13 mars, le Conseil de ville alloue à Georges Vallon 1 500 livres d'honoraires.
De 1896 à 1922, la halle au grain devient le siège de la Bourse du Travail d'Aix en Provence. Déplacée ensuite plus haut, 4 boulevard Notre-Dame (aujourd'hui boulevard Jean-Jaurès), dans l'immeuble qu'elle occupe encore à ce jour.
L'ensemble de la décoration des façades, y compris le groupe allégorique du fronton, a été confiée au sculpteur Jean-Pancrace Chastel, originaire d'Avignon et fixé à Aix depuis quelques années. Le premier paiement de ses travaux date du 9 juillet 1761. Le groupe allégorique a été réalisé en pierre de Calissanne entre 1763 et 1765. Bien que de style Baroque, son architecture présente une façade symétrique, des lignes épurées et une élégance simple, caractéristiques du style classique aixois de l'époque. Il a sculpté une allégorie de la fertilité de la terre provençale en représentant le Rhône, sous l'aspect de Saturne, dieu de l'agriculture, et la Durance, sous les traits de Cybèle, déesse de la fécondité. Il a placé la jambe de Cybèle dans le vide. Il intervient de nouveau sur la façade en 1767. Le bâtiment n'a plus été modifié depuis sa finition.
Après sa fonction première de marché aux grains, l'édifice a connu d'autres affectations significatives. De 1896 à 1922, il a servi de Bourse du Travail. Puis, en 1923, après que le bâtiment fut restauré sous la direction de l'architecte Liautaud, il a accueilli les services des Postes, Télégraphes et Téléphones (P.T.T.).
L'édifice a été classé au titre des monuments historiques en 1983.

### Utilisation actuelle

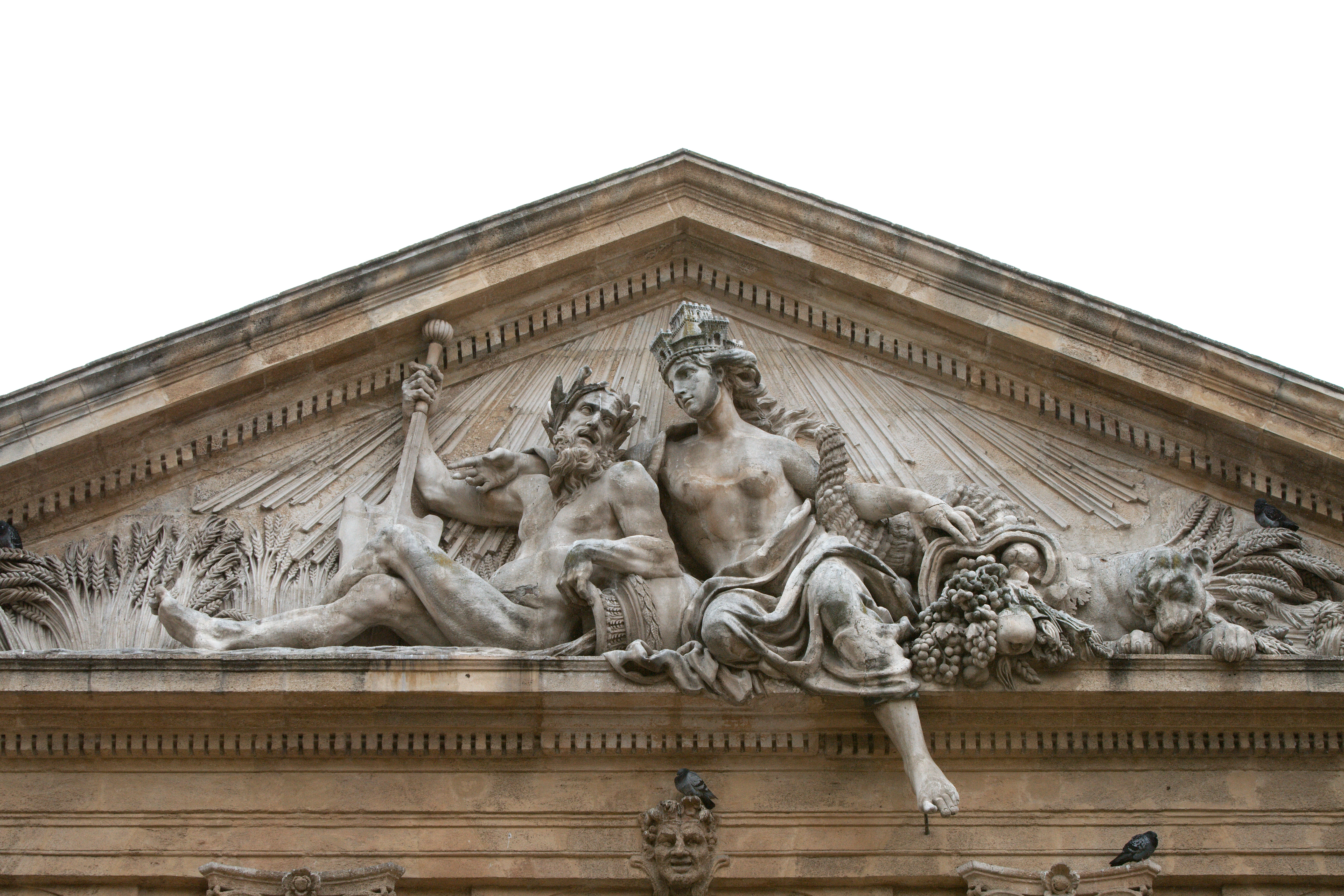
Fronton de la Halle aux grains
de Jean-Pancrace Chastel

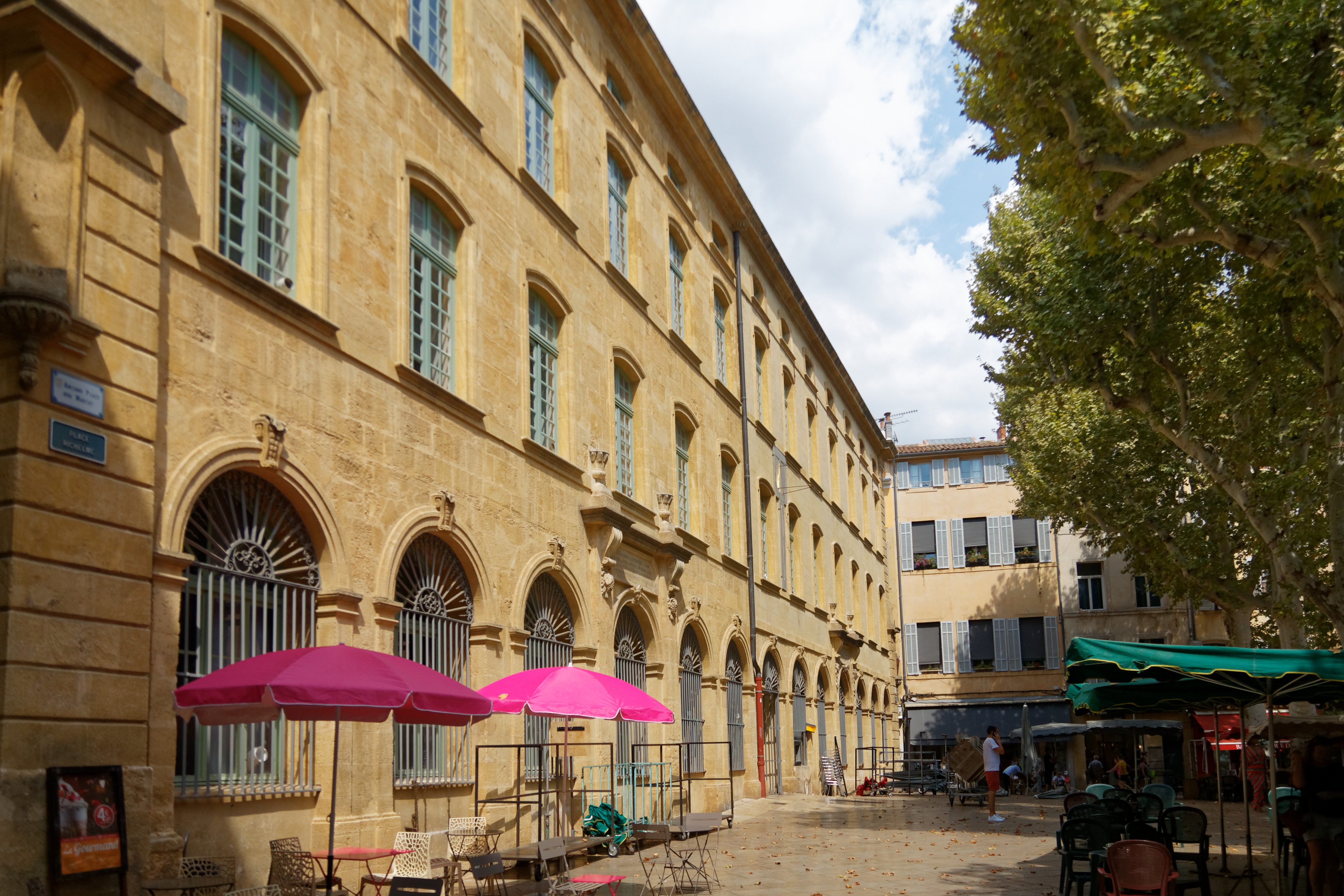
côté sud de la halle aux grains à la place Richelme

Actuellement, la Halle aux grains abrite une annexe de la Bibliothèque Méjanes, ainsi qu'un bureau de poste et des bureaux municipaux, confirmant son rôle central et polyvalent dans la vie aixoise.